# 烏克蘭武裝部隊白色十字

烏克蘭武裝部隊白色十字

烏克蘭武裝部隊白色十字（烏克蘭語：Білий хрест ЗСУ），簡稱烏軍十字（Хрест ЗСУ，羅馬化：Khrest ZSU），又稱反攻十字（Хрестом контрнаступу，羅馬化：Khrestom kontrnastupu），是烏克蘭武裝部隊在2022年俄羅斯入侵烏克蘭哈爾科夫反攻期間於軍事裝備上使用的快速識別標誌。
烏軍十字通常在軍事裝備以塗上白色油漆呈現，但也可呈現不同顏色：例如黃色或藍色。在網路上，烏軍十字可以以「✙」、「➕」或較少見的「⛨」或「✛」等統一碼呈現。

## 歷史
烏軍十字出現在2022年9月初的烏軍軍事裝備上，隨著烏軍開始在哈爾科夫州進行的反攻，烏軍十字立即在社交網絡上流行起來，烏克蘭網民將之改為頭像。歸功於俄羅斯軍隊在哈爾科夫州迅速潰敗，烏軍十字被烏克蘭人視為烏克蘭軍隊反攻和戰鬥成功的象徵。
而被俄軍佔領的梅利托波爾，烏克蘭游擊隊員在街道上粘貼烏軍十字，以嚇唬佔領者。

## 相似的十字架

### 哥薩克十字
烏軍十字類似於哥薩克十字，這是烏克蘭哥薩克人旗幟最常描繪的符號之一。哥薩克十字是扎波羅熱軍團創始人德米特羅·維什内維茨基（Дмитро Вишневецький）紋章的元素之一。在博赫丹·赫梅利尼茨基的旗幟、基輔軍團旗幟和扎波羅熱塞契旗幟上也看到哥薩克十字。應該指出的是，哥薩克旗幟上不僅有經典的哥薩克十字，也有簡化成筆直的等邊希臘十字變體，完全與烏軍十字相類似。

### 烏克蘭人民共和國鐵十字勳章
烏克蘭人民共和國鐵十字勳章是烏克蘭人民共和國軍隊唯一的作戰勳章。該勳章授予參加了1919年至1920年對抗南俄羅斯武裝部隊和俄羅斯蘇維埃聯邦社會主義共和國的蘇維埃-烏克蘭戰爭第一次冬季戰役之烏克蘭人民共和國士兵。

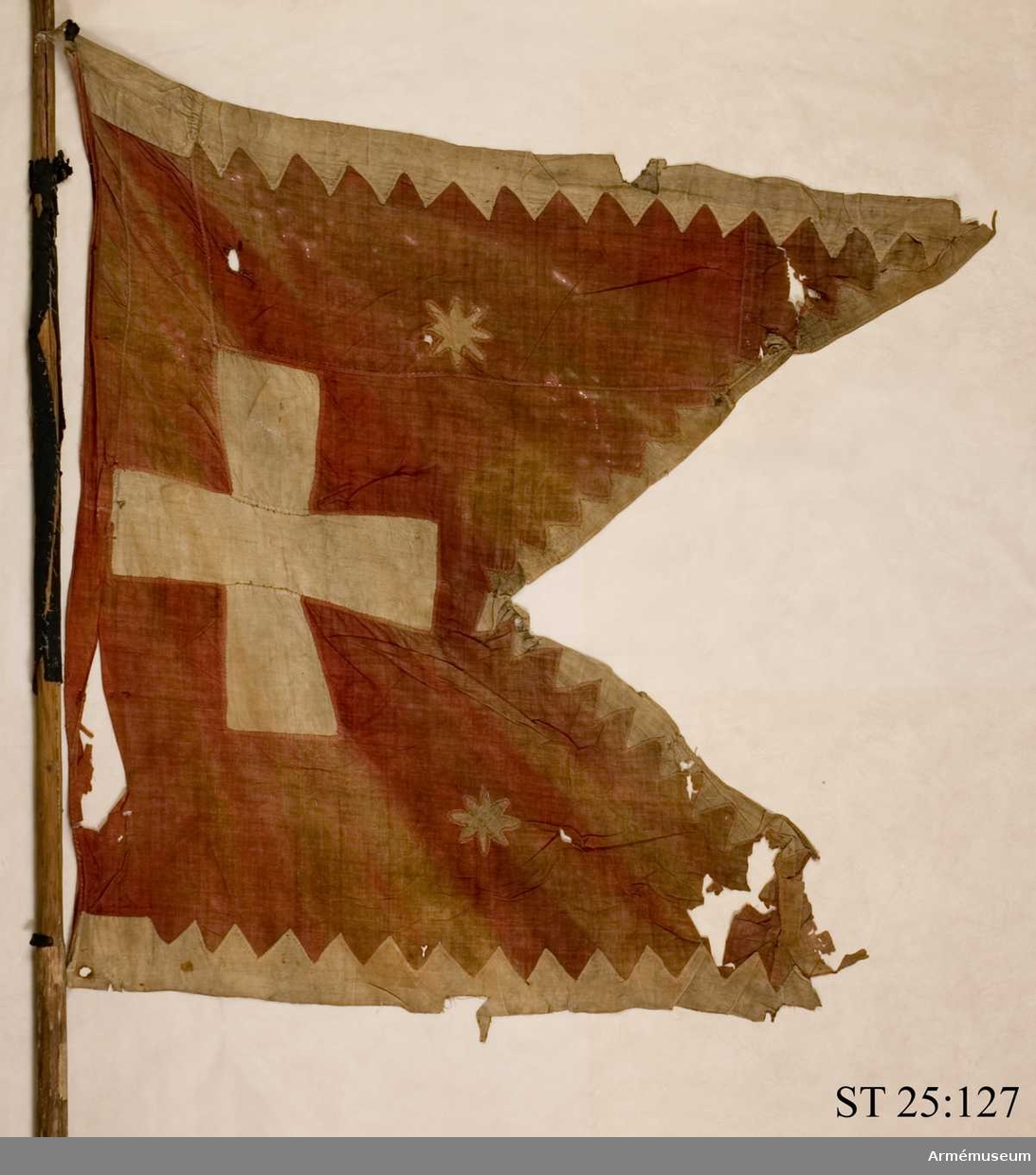
經典哥薩克十字
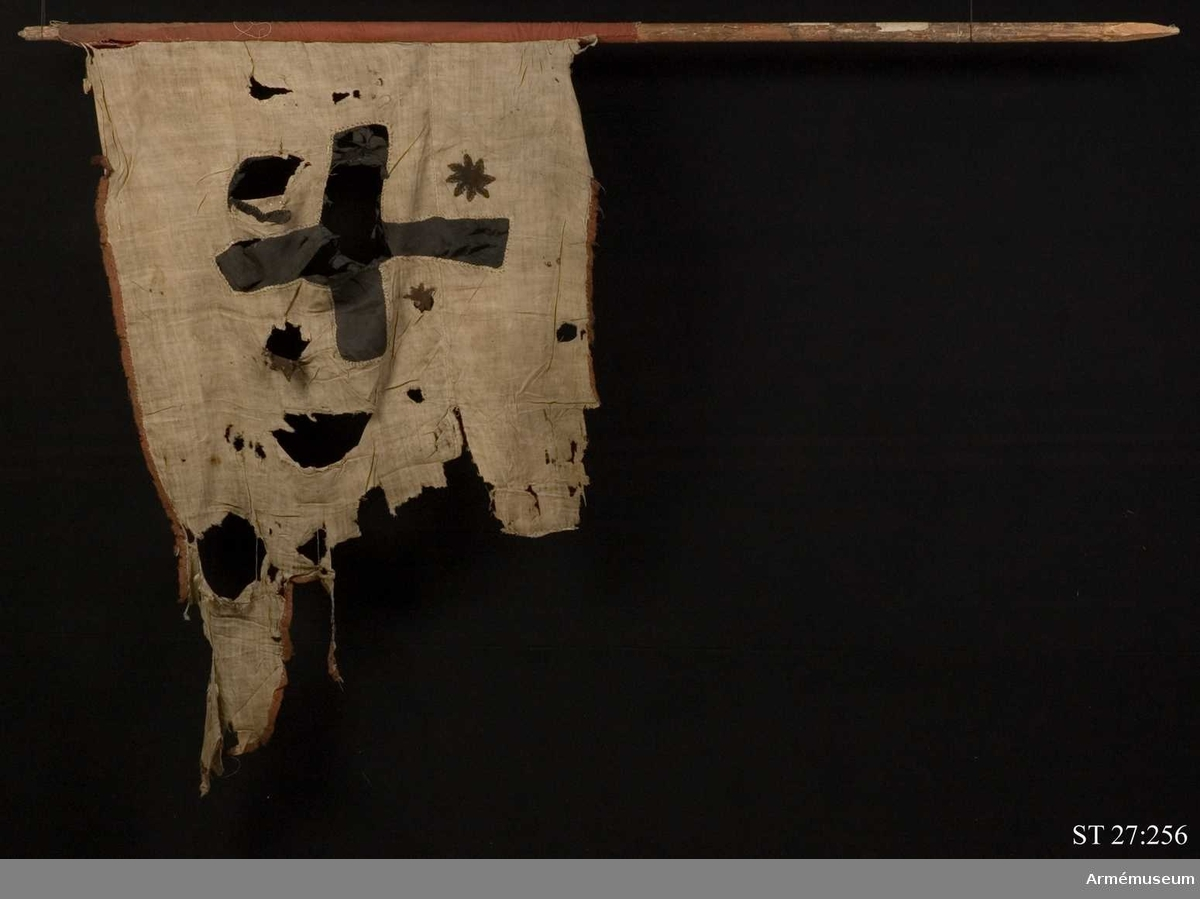
帶筆直的等邊十字橫幅
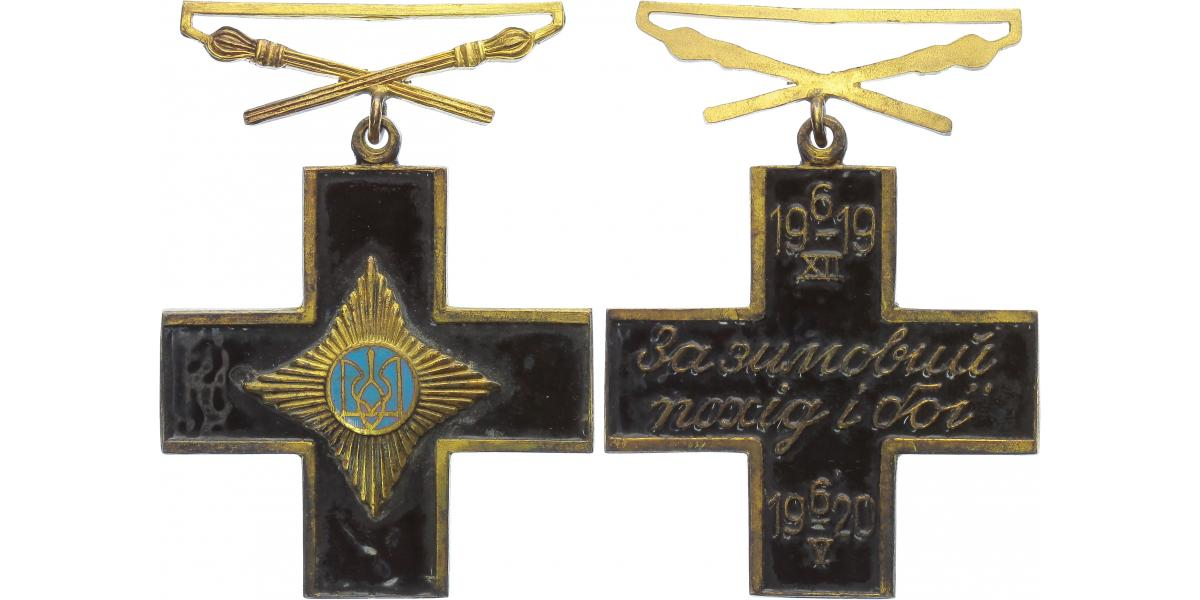
烏克蘭人民共和國鐵十字勳章

## 例子

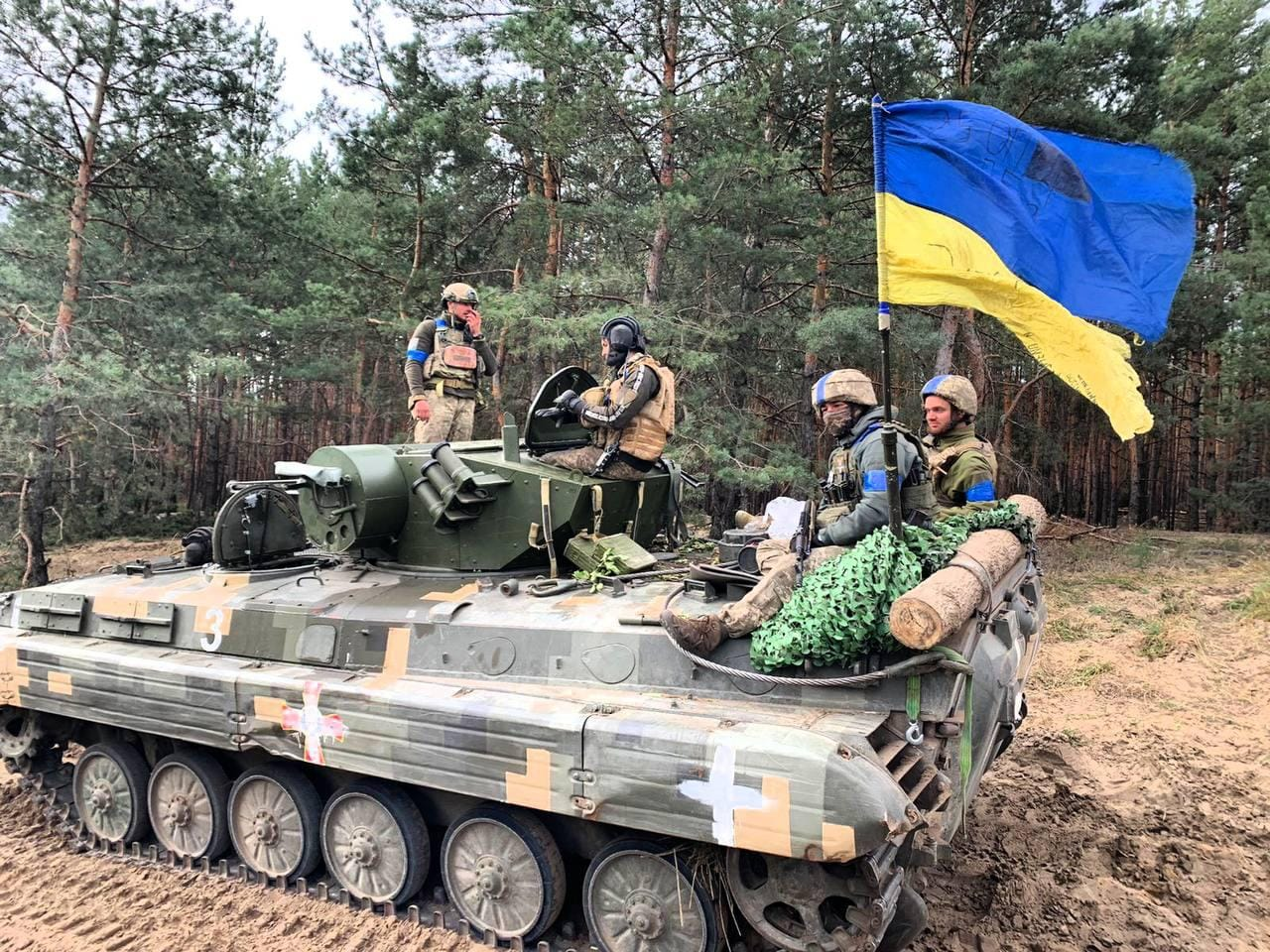
帶白色烏軍十字的烏克蘭第25獨立空降旅BMP-1步兵戰車
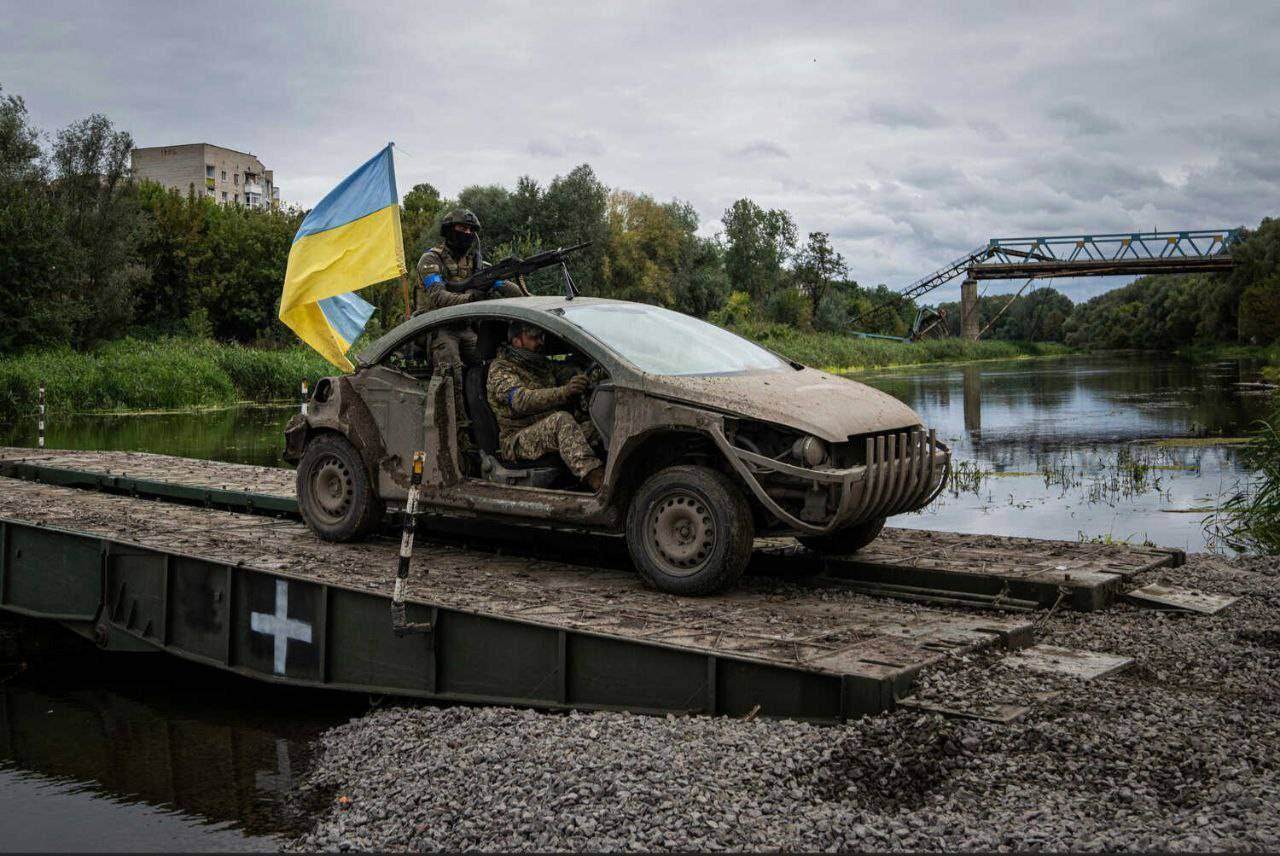
帶白色烏軍十字的裝甲架橋車上之簡易戰車
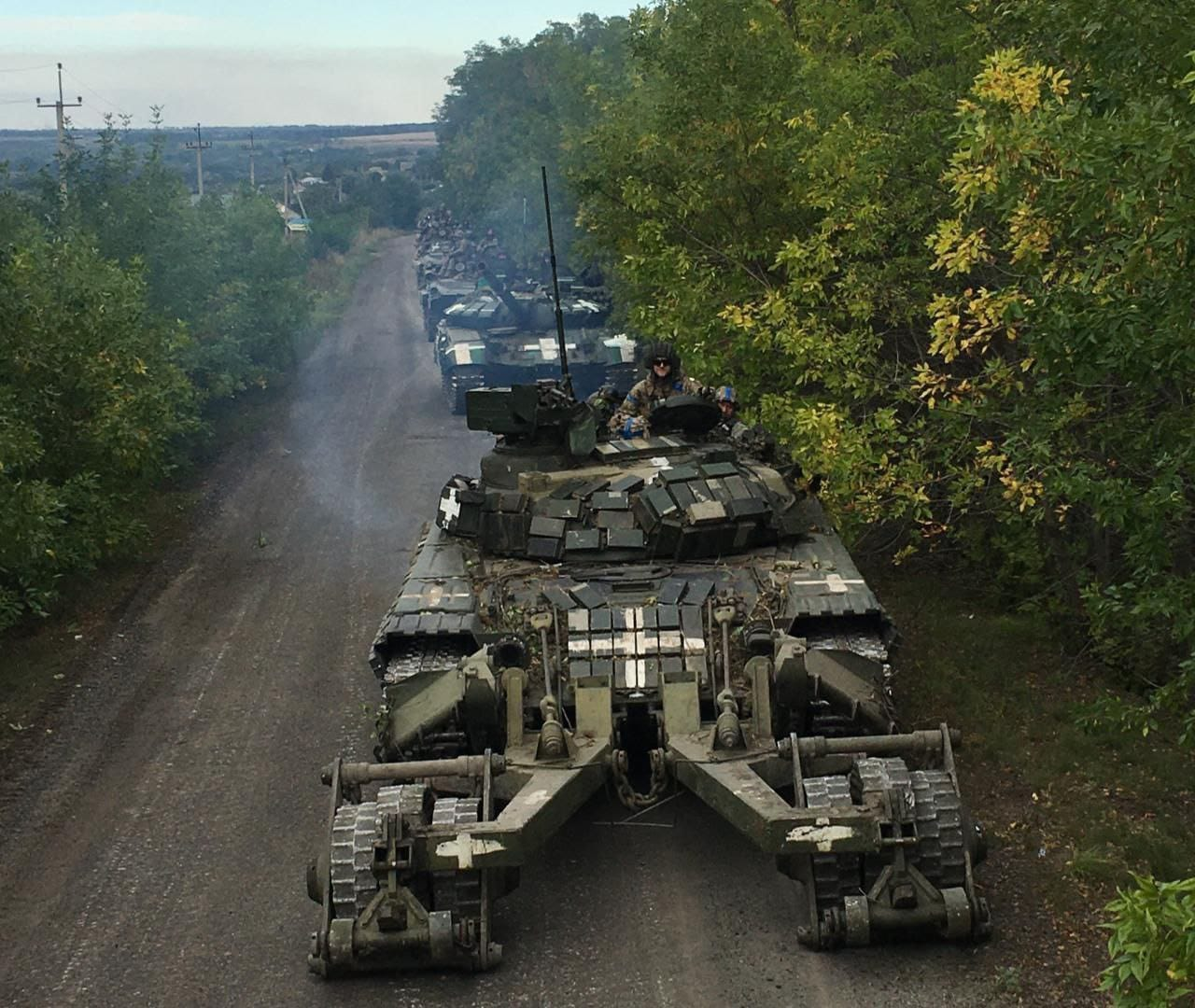
帶白色烏軍十字的簡易掃雷器和T-72B3